# Invalidi di guerra giocano a carte
Invalidi di guerra giocano a carte è un'opera di Otto Dix del 1920 e conservata alla Neue Nationalgalerie di Berlino.
L'opera, dipinta nel 1920, dopo la prima guerra mondiale, rappresenta invalidi di guerra che giocano divertiti a carte e nonostante le loro mutilazioni, raffigurate in modo inverosimile e grottesco, mostrano di riuscire a condurre una vita semplice e normale.